# Deutsche Meisterschaften im Skispringen der Damen 2004

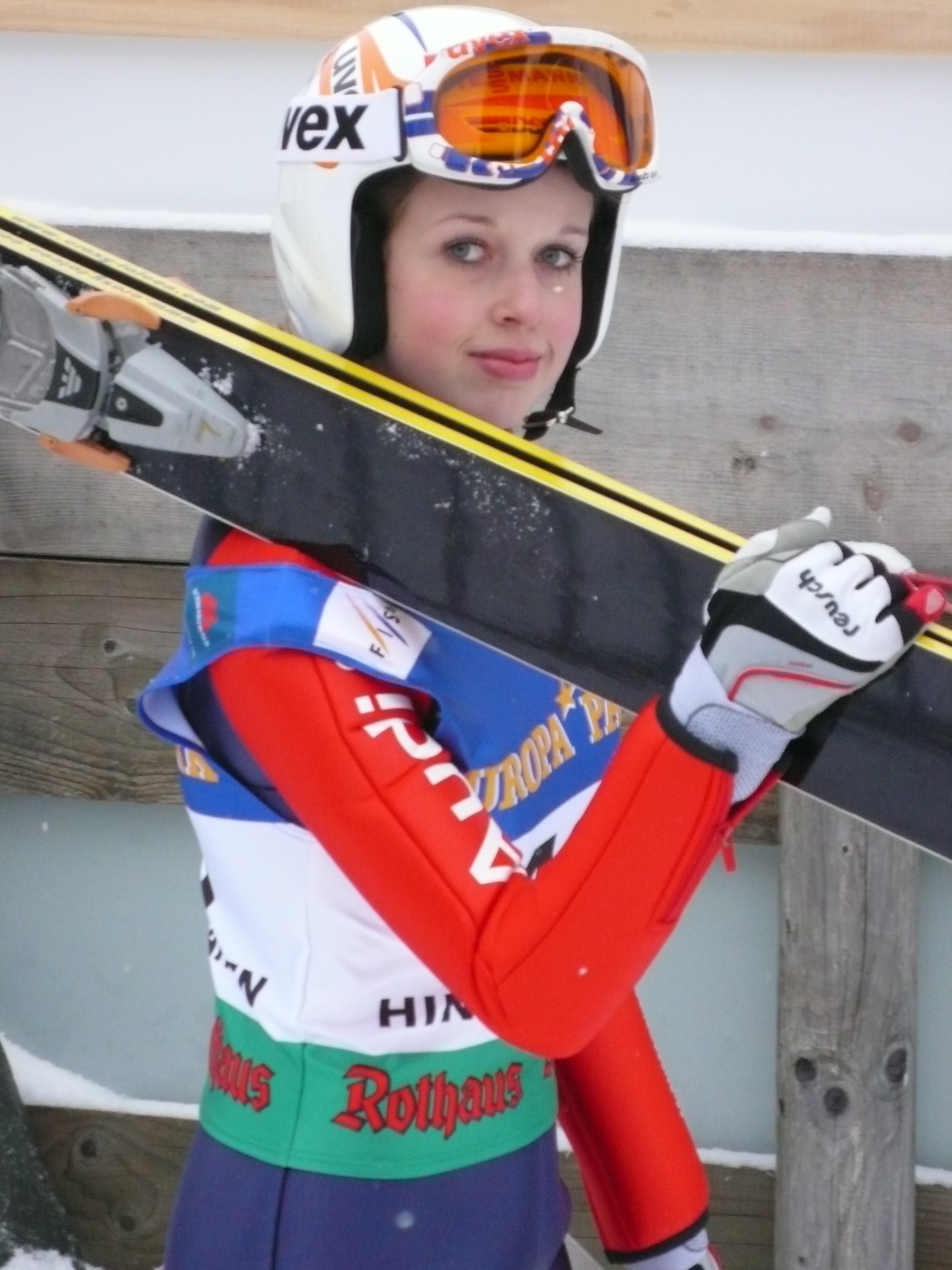
Juliane Seyfarth – Deutsche Meisterin 2004

Die Deutschen Meisterschaften im Skispringen der Damen 2004 fanden am 15. August 2004 in Meinerzhagen statt. Die Wettbewerbe wurden auf der Meinhardus-Schanze (K62) ausgetragen. Insgesamt waren 23 Teilnehmerinnen am Start.

## Ergebnisse
| Platz | Sportlerin         | Verein              | Weite 1 | Weite 2 | Punkte |
| ----- | ------------------ | ------------------- | ------- | ------- | ------ |
| 1     | Juliane Seyfarth   | WSC 07 Ruhla        | 64.5    | 59.5    | 230.5  |
| 2     | Jenna Mohr         | SC Willingen        | 62.0    | 59.5    | 220.0  |
| 3     | Kristin Schmidt    | Oberwiesenthaler SV | 63.0    | 58.0    | 212.8  |
| 4     | Anna Häfele        | SC Willingen        | 58.5    | 61.5    | 211.9  |
| 5     | Carina Hils        | SV Meßstetten       | 59.0    | 58.0    | 206.2  |
| 6     | Melanie Faißt      | SV Baiersbronn      | 59.0    | 58.0    | 201.7  |
| 7     | Nicole Hauer       | WSV Rastbüchl       | 53.5    | 57.5    | 189.8  |
| 8     | Lisa Rexhäuser     | WSV Schmiedefeld    | 58.0    | 55.5    | 188.8  |
| 9     | Birgit Tuss        | SK Winterberg       | 57.0    | 54.5    | 188.5  |
| 10    | Angelika Kühhorn   | SC Bischofsgrün     | 56.5    | 54.0    | 184.6  |
| 11    | Andrea Temme       | SK Meinerzhagen     | 53.0    | 55.0    | 179.6  |
| 12    | Christina Supper   | SC Bubenbach        | 53.0    | 57.0    | 177.9  |
| 13    | Stefanie Krieg     | WSV-DJK Rastbüchl   | 53.0    | 53.5    | 177.5  |
| 14    | Carmen Hermann     | SC Furtwangen       | 52.5    | 52.0    | 165.2  |
| 15    | Carina Ziller      | SC Degenfeld        | 48.0    | 53.5    | 154.0  |
| 16    | Carina Vogt        | SC Degenfeld        | 48.5    | 51.5    | 153.4  |
| 17    | Sabine Heinzmann   | SC Degenfeld        | 48.5    | 49.0    | 146.4  |
| 18    | Karen Temme        | SK Meinerzhagen     | 49.0    | 48.5    | 141.9  |
| 19    | Stefanie Reischl   | WSV-DJK Rastbüchl   | 47.5    | 46.0    | 136.8  |
| 20    | Eva Bagdaschwilli  | SK Meinerzhagen     | 44.0    | 42.5    | 115.5  |
| 21    | Franziska Moser    | WSV Kiefersfelden   | 41.0    | 44.0    | 110.4  |
| 22    | Alexandra Ahlborn  | SC Willingen        | 41.0    | 41.5    | 106.4  |
| 23    | Vera Bagdaschwilli | SK Meinerzhagen     | 27.0    | 36.5    | 77.8   |